# Rebound
Rebound! var en svensk pojkbands-duo bestående av de två tidigare Idol 2009-deltagarna Rabih Jaber och Eddie Razaz. Duon bildades i början av 2010 och släppte sin första singel vid namn "Hurricane" den 12 april samma år. Duon splittrades under 2011.

## Diskografi

### Singlar
- 12 april 2010 - "Hurricane"
- 2010 - "Not Helpless"
- 2011 - "Psycho"